# 六溴乙烷
六溴乙烷是一种有机化合物，化学式为C2Br6。它可由1,1,2,2-四溴乙烷在三溴化铝的存在下溴化制得。它加热可以分解，生成四溴乙烯；在γ射线的照射下，它也会分解，并产生溴。